# The Dawn of a Tomorrow
The Dawn of a Tomorrow er en amerikansk stumfilm fra 1915 af James Kirkwood.

## Medvirkende
- Mary Pickford som Glad.
- David Powell som Dandy.
- Forrest Robinson som Sir Oliver Holt.
- Robert Cain.
- Margaret Seddon som Polly.